# Nintendo Entertainment Planning & Development
Nintendo Entertainment Planning and Development (japonés: 任天堂 企 画 制作 本部 Hepburn: Nintendo Kikaku Seisaku Honbu ?, trad. Planificación y Desarrollo de Entretenimiento de Nintendo), o Nintendo EPD, es la división más grande dentro de la compañía japonesa de videojuegos Nintendo. Fue creada el 16 de septiembre de 2015 después de la fusión de Nintendo EAD y Nintendo SPD. La división tiene su sede central en el Centro de Desarrollo de Kioto (Nintendo Co., Ltd. Development Center), muy cerca de la sede central de la compañía.

## Historia
La división de «Planificación y Desarrollo de Entretenimiento de Nintendo» fue creada el 16 de septiembre de 2015, como parte de una reestructuración organizativa de toda la empresa que llevó a cabo bajo el presidente de Nintendo, Tatsumi Kimishima. La división fue creada tras la fusión de dos de sus divisiones más grandes, «Análisis y Desarrollo del Entretenimiento» (sus siglas en inglés: EAD) y «Planificación y Desarrollo de Programas» (sus siglas en inglés: SPD). 
La división asumió el papeles de sus predecesores, centrándose en el desarrollo de juegos y software para las plataformas de Nintendo y dispositivos móviles; también administra y otorga licencias intelectuales de la compañía. Shinya Takahashi, ex director general de la división de SPD, desempeña como Gerente General de la división, así como el supervisor, tanto para el Desarrollo de Negocios y Administración de Desarrollo y divisiones de apoyo. Katsuya Eguchi y Yoshiaki Koizumi mantuvieron sus posiciones como directores generales adjuntos de EPD.

## Videojuegos desarrollados
| Año  | Título                                                | Género(s)                       | Plataforma(s)                 | Ref.                 |
| ---- | ----------------------------------------------------- | ------------------------------- | ----------------------------- | -------------------- |
| 2015 | The Legend of Zelda: Tri Force Heroes                 | Acción-aventura                 | Nintendo 3DS                  | [ 1 ] [ 2 ]          |
| 2015 | Animal Crossing: Amiibo Festival                      | Socialización                   | Wii U                         | [ 3 ]                |
| 2015 | Mario Tennis: Ultra Smash                             | Deporte                         | Wii U                         | [ 4 ]                |
| 2015 | Mario & Luigi: Paper Jam                              | Rol                             | Nintendo 3DS                  | [ 5 ]                |
| 2016 | The Legend of Zelda: Twilight Princess HD             | Acción-aventura                 | Wii U                         | [ 6 ] [ 7 ]          |
| 2016 | Miitomo                                               | Servicio de Red Social          | Android, iOS                  | [ 8 ] [ 9 ]          |
| 2016 | Star Fox Zero                                         | Matamarcianos                   | Wii U                         | [ 10 ] [ 11 ]        |
| 2016 | Star Fox Guard                                        | Tower defense                   | Wii U                         | [ 12 ] [ 11 ]        |
| 2016 | Animal Crossing: New Leaf - Welcome Amiibo            | Simulación social               | Nintendo 3DS                  | [ 8 ] [ 13 ]         |
| 2016 | Miitopia                                              | Rol                             | Nintendo 3DS                  | [ 14 ] [ 15 ]        |
| 2016 | Super Mario Run                                       | Plataforma                      | Android, iOS                  | [ 16 ] [ 17 ]        |
| 2016 | Tank Troopers                                         | Acción                          | Nintendo 3DS                  | [ 18 ] [ 19 ]        |
| 2017 | Fire Emblem Heroes                                    | Rol táctico                     | Android, iOS                  | [ 20 ] [ 21 ]        |
| 2017 | 1-2-Switch                                            | Socialización                   | Nintendo Switch               | [ 22 ] [ 23 ]        |
| 2017 | The Legend of Zelda: Breath of the Wild               | Acción-aventura                 | Nintendo Switch, Wii U        | [ 24 ] [ 25 ]        |
| 2017 | Mario Kart 8 Deluxe                                   | Carreras                        | Nintendo Switch               | [ 26 ] [ 27 ] [ 28 ] |
| 2017 | Arms                                                  | Lucha                           | Nintendo Switch               | [ 29 ] [ 30 ]        |
| 2017 | Splatoon 2                                            | Disparos en tercera persona     | Nintendo Switch               | [ 31 ] [ 30 ]        |
| 2017 | Metroid: Samus Returns                                | Acción-aventura                 | Nintendo 3DS                  | [ 32 ] [ 33 ]        |
| 2017 | Super Mario Odyssey                                   | Plataforma de mundo abierto     | Nintendo Switch               | [ 34 ] [ 35 ]        |
| 2017 | Animal Crossing: Pocket Camp                          | Simulación social               | Android, iOS                  | [ 36 ] [ 37 ]        |
| 2018 | Nintendo Labo (Toy-Con 1, 2 y 3)                      | Juguete de construcción         | Nintendo Switch               | [ 38 ]               |
| 2018 | Sushi Striker: The Way of Sushido                     | Acción-lógica                   | Nintendo Switch, Nintendo 3DS | [ 39 ] [ 40 ]        |
| 2018 | WarioWare Gold                                        | Acción                          | Nintendo 3DS                  | [ 41 ] [ 42 ]        |
| 2018 | Captain Toad: Treasure Tracker                        | Puzle de acción                 | Nintendo Switch               | [ 43 ]               |
| 2018 | Dragalia Lost                                         | Rol                             | Android, iOS                  | [ 44 ] [ 45 ]        |
| 2019 | Nintendo Labo (Toy-Con 4)                             | Juguete de construcción         | Nintendo Switch               | [ 46 ]               |
| 2019 | New Super Mario Bros. U Deluxe                        | Plataforma                      | Nintendo Switch               | [ 47 ]               |
| 2019 | Super Mario Maker 2                                   | Editor de niveles, plataforma   | Nintendo Switch               | [ 48 ]               |
| 2019 | Dr. Mario World                                       | Puzle                           | Android, iOS                  | [ 49 ]               |
| 2019 | Mario Kart Tour                                       | Carrera de kart                 | Android, iOS                  | [ 50 ]               |
| 2019 | Ring Fit Adventure                                    | Videojuego activo, juego de rol | Nintendo Switch               | [ 51 ]               |
| 2019 | Brain Training del Dr. Kawashima para Nintendo Switch | Puzle                           | Nintendo Switch               | [ 52 ]               |
| 2020 | Animal Crossing: New Horizons                         | Simulación de vida              | Nintendo Switch               | [ 53 ]               |
| 2020 | Super Mario 3D All-Stars                              | Plataforma                      | Nintendo Switch               | [ 54 ]               |
| 2021 | Bowser's Fury                                         | Plataformas en 3D               | Nintendo Switch               | [ 55 ]               |
| 2021 | Estudio de videojuegos                                | Juego de programación           | Nintendo Switch               | [ 56 ]               |
| 2021 | WarioWare: Get It Together!                           | Acción                          | Nintendo Switch               | [ 57 ]               |
| 2021 | Metroid Dread                                         | Acción-aventura                 | Nintendo Switch               | [ 58 ]               |
| 2021 | Big Brain Academy: Batalla de ingenio                 | Puzle                           | Nintendo Switch               | [ 59 ]               |
| 2022 | Splatoon 3                                            | Disparos en tercera persona     | Nintendo Switch               | [ 60 ]               |
| 2023 | The Legend of Zelda: Tears of the Kingdom             | Acción-aventura                 | Nintendo Switch               | [ 61 ]               |
| 2023 | Super Mario Bros. Wonder                              | Plataforma                      | Nintendo Switch               |                      |
| 2023 | WarioWare: Move It!                                   | Acción                          | Nintendo Switch               |                      |
| 2025 | Mario Kart World                                      | Carreras                        | Nintendo Switch 2             | [ 62 ]               |
| 2025 | Donkey Kong Bananza                                   | Plataformas en 3D               | Nintendo Switch 2             | [ 63 ]               |